# Antônio Jácome
Antônio Jácome de Lima Júnior (Sousa, 26 de maio de 1962) é um advogado, médico, teólogo e político brasileiro filiado ao Partido Social Democrático (PSD). Ele foi vereador (1989–1991), deputado estadual (1991–1994, 1999–2003, 2006-2014) e vice-governador do Rio Grande do Norte (2003–2007) e deputado federal.

## Carreira política

### Deputado estadual
Em 1990, foi eleito deputado estadual.
Em 1994, não se candidatou à reeleição.
Em 1998, foi eleito deputado estadual, voltando à Assembleia Legislativa.
Como líder de governo ao governo Garibaldi Alves Filho, cobrou do governador as promessas e projetos de lei.
Em 2010, foi eleito o deputado estadual mais votado do Rio Grande do Norte com 54.743 votos.

### Vice-governador do Rio Grande do Norte (2003–2006)
Em 2002, foi eleito vice-governador, na chapa encabeçada por Wilma de Faria.

### Filiação ao PMN
Em 2005, filiou-se ao Partido da Mobilização Nacional (PMN).

### Deputado federal
Em 2014, foi eleito deputado federal pela primeira vez com 71.555 votos. Como deputado votou contra o texto-base da Reforma Trabalhista, portanto, votou contra flexibilização da CLT e a favor dos atuais direitos contidos nesta, como  salário mínimo, férias remuneradas, seguro-desemprego e 13º salário 
Como deputado federal, votou a favor da admissibilidade do processo de impeachment de Dilma Rousseff. Já durante o Governo Michel Temer, votou a favor da PEC do Teto dos Gastos Públicos. Em agosto de 2017 votou a favor do processo em que se pedia abertura de investigação do presidente Michel Temer.
Ainda em novembro de 2017, votou pela aprovação da PEC 181/15, que torna crime o aborto até mesmo em casos de violência sexual. 

### Eleições 2018
Em 2018, disputou a eleição ao senado nas eleições estaduais do Rio Grande do Norte em 2018, porém não obteve êxito. Ficou em 5º lugar com 10,57% (307.399 votos). Jácome compôs a chapa com o então senador Garibaldi Alves Filho como candidato ao senado e Carlos Eduardo Alves como candidato ao Governo do Rio Grande do Norte, ambos não obtiveram êxito.